# Niklaus Wolf von Rippertschwand
Niklaus Wolf, souvent appelé Niklaus Wolf von Rippertschwand et brièvement aussi Père Wolf, né le 1er mai 1756 à Unterlindig près de Neuenkirch et mort le 18 septembre 1832 à St. Urban LU, est un paysan catholique, un homme politique et un pieux guérisseur du canton de Lucerne en Suisse. Il vient du hameau de Rippertschwand près de Neuenkirch.

## Biographie
Quand il a douze ans, sa famille déménage à Rippertschwand, où ses parents reprennent une ferme. À l'âge de 19 ans, il fait un pèlerinage à Rome, d'où il revient profondément impressionné. Le 8 février 1778, il épouse Barbara Müller. Le couple a neuf enfants, dont quatre meurent prématurément. Paysan d'une éducation supérieure à la moyenne de cette époque, il est l'un des notables de sa communauté villageoise, étudiant et testant de nouvelles méthodes, notamment d'arboriculture. Mais son influence s'exerce surtout dans le domaine religieux et au travers de la guérison de malades.

## Carrière politique
En février 1798, il est élu au comme représentant du peuple à l'assemblée nationale lucernoise. Sous l’influence de la Révolution française, cependant, tout ce qui a trait à la religion est gommé et de nombreux couvents fermés. En 1799, le territoire helvétique est occupé par des troupes françaises et russes qui se combattent. Cette situation incite Niklaus Wolf à se tourner vers la prière.
Il siège au Grand Conseil du canton de Lucerne de 1803 à 1805, puis se retire, désapprouvant l’esprit laïque qui règne dans cette assemblée. De 1809 à 1811 il préside la commune de Neuenkirch.

## Service aux malades
Son pèlerinage à Rome (1775), les missions populaires jésuites de 1778 et 1780 et d'étroites relations avec le mouvement franciscain, l'engagent à approfondir sa pratique religieuse. Wolf lit avec intérêt les publications relatives au guérisseur et exorciste Johann Joseph Gaßner (1727–1779). Vers 1805, il se découvre un don de guérison et entreprend de se consacrer aux malades, se fondant un texte scripturaire, « Voici les miracles qui accompagneront ceux qui auront cru » (Marc 16:17-18).
À l’âge de 50 ans, il remet sa ferme à son fils Johann, pour pouvoir se consacrer tout entier à sa vocation. Il entre au Conseil paroissial en 1810. Des jaloux obtiennent cependant qu’il lui soit interdit, par l’Eglise et l’Etat, de continuer ses soins aux malades. Toutefois cette interdiction est levée l’année suivante à la suite de pressions populaires. L’Eglise autorise désormais Wolf à exercer son charisme et à instruire le peuple.
Le 9 septembre 1832, il est victime d’une attaque cérébrale alors qu’il se trouve à l'Abbaye Saint-Urbain. Il meurt neuf jours plus tard. Depuis 1952, l’église de pèlerinage de Neuenkirch, honore sa mémoire d’un monument funéraire.

## Influence
Le Père Wolf a exercé une grande influence sur le politicien conservateur Josef Leu von Ebersol (de).
On lui doit aussi la création d'une société de prière, qui a continué après sa mort. Une fête de confrérie est encore célébrée de nos jours au mois de septembre dans l’église de Neuenkirch, où une chapelle rappelle les mérites du Père Wolf.
Un procès de béatification est en cours depuis 1955.